# Корбутяк Дмитро Васильович
Дмитро́ Васи́льович Корбутя́к (22 жовтня 1945, село Бучачки Снятинського району Івано-Франківської області) — український фізик. Доктор фізико-математичних наук, професор. Завідувач відділу Інституту фізики напівпровідників НАН України. Лауреат Державної премії України в галузі науки і техніки (1997).

## Біографія
1961 року закінчив із золотою медаллю середню школу, 1969 року —  фізико-математичний факультет Чернівецького університету за фахом «фізик, викладач фізики». 1970 року вступив до аспірантури Інституту фізики напівпровідників НАН України, якому присвятив усе подальше життя.
Навчаючись в аспірантурі, Дмитро Корбутяк досліджував люмінесцентні властивості поверхні напівпровідників. Захистивши 1976 року кандидатську дисертацію «Випромінювальна рекомбінація на поверхні арсеніду галію та в шаруватих структурах», Дмитро Корбутяк продовжив вивчати поверхнево чутливу фотолюмінесценцію для різних напівпровідників і тонкоплівкових структур у домішковій і екситонній ділянках спектру з використанням широкого діапазону інтенсивностей оптичного збудження. Багаторічні системні дослідження склали основу докторської дисертації «Люмінесцентні властивості поверхні та меж поділу напівпровідникових шаруватих структур», яку Дмитро Корбутяк захистив 1990 року. У ній вчений запропонував способи поліпшення кристалічної структури приповерхневої ділянки напівпровідників, зниження безвипромінювальних втрат, оптимізації технологічних режимів отримання тонких напівпровідникових плівок з заданими властивостями.
Очолюючи відділ Інституту фізики напівпровідників НАН України, Дмитро Корбутяк працює над розробкою та впровадженням у виробництво напівпровідникових детекторів іонізуючого випромінювання.
Науковий доробок Дмитра Корбутяка — дві монографії, понад 200 наукових праць, 15 патентів на винаходи. Дмитро Васильович бере активну участь у багатьох міжнародних конференціях та симпозіумах. 10 науковців захистили кандидатські дисертації під його керівництвом.